# Juan Benet
Juan Benet, född 7 oktober 1927 i Madrid, död 5 januari 1993 i samma stad, var en spansk författare och dramatiker. Han inledde sitt arbetsliv som ingenjör och var verksam som författare från och med debutromanen 1961 och fram till sin död.